# Luigi Menabrea
Federico Luigi, Conte Menabrea (født 4. september 1809 Chambéry, Frankrig, død 24. maj 1896, Saint-Cassin, Frankrig). Menabrea studerede til ingeniør og matematik på Torinos universitet, for derefter, i 1831, at indgå i hærens ingeniørkorps. Senere blev han professor i matematik ved universitetet i Torino. I 1840 fik Menabrea besøg af opfinderen Charles Babbage som kom for at berette om sit seneste projekt med en mekanisk computer (den såkaldte "Analytical Engine"). I forlængelse af dette skrev Menabrea en afhandling ("Notions sur la machine analytique de Charles Babbage") som Charles Babbage senere overtalte Augusta Ada King til at oversætte og lave tilføjelser til – de senere så berømte noter til Analytical Engine. Menabrea blev general i 1860. I 1861 flådeminister, og premierminister 1867 og frem til 1869 hvor han mistede flertallet i parlamentet. Derefter blev han udnævnt til ambassadør i London, og derefter i 1882 Paris.